# Adolfo Buylla
Adolfo Álvarez-Buylla Aguelo fue un historietista español (Zaragoza, 1927-Madrid, 18 de enero de 1998).

## Biografía
Hijo de un diplomático asturiano represaliado, residió con su familia en Colombia y México.
En 1948 volvió a España, donde triunfó con la adaptación de Diego Valor, primero con el dibujante Bayo entre 1954 y 1956 y luego, entre 1957 y 1958, como único dibujante.
Colaboró también con la Editorial Bruguera, donde continuó El Capitán Trueno.
A principios de los años setenta, creó las paródicas El Superdotado para Gaceta Junior y Yago Veloz, explorador galáctico para "Trinca", pero trabajó sobre todo para los mercados estadounidense y británico.
En 1992 Buylla fue homenajeado en el Salón del Cómic del Principado de Asturias.
En 2001 el Museo de Bellas Artes de Asturias le dedicó una exposición retrospectiva.

## Obra
| Años | Título                         | Guionista   | Tipo     | Publicación                  |
| ---- | ------------------------------ | ----------- | -------- | ---------------------------- |
| 1956 | El Capitán Trueno núm. 198-204 | Víctor Mora | Cuaderno | Bruguera: Dan-Superaventuras |
| 1960 | El Capitán Trueno              | Víctor Mora | Serie    | El Capitán Trueno Extra      |
| 1965 | Carlos Arévalo                 | Jarber      | Serie    | Minicar                      |